# 2014年1月逝世人物列表
2014年逝世人物列表：1月 - 2月 - 3月 - 4月 - 5月 - 6月 - 7月 - 8月 - 9月 - 10月 - 11月 - 12月
2014年1月逝世人物列表，是用于汇总2014年1月期间逝世人物的列表。

## 依日期排序

### 31日
- 六龄童，原名章宗义，90岁，中国绍剧表演艺术家，演员六小龄童之父。病逝。[1]
- 克里斯托弗·琼斯（Christopher Jones），72歲，美國演員，癌症逝世。[2]
- 米克羅斯·楊索（匈牙利語：Miklós Jancsó），92歲，匈牙利電影導演，1972年坎城影展最佳導演獎、1990年威尼斯影展終身成就獎得主。[3][4]

### 30日
- 苏珊娜·斯科奇姆（Suzanne Scotchmer），64歲，美國經濟學家，癌症逝世。[5]
- 張瑞天，98歲，原中共安徽省蕪湖市委副秘書長。病逝。[6]
- 郑春光，24歲，河南省淮阳县郑集乡退伍军人。冲进火海救人献身。[7]
- 左菁華，61歲，臺灣電視劇編劇，編寫過包括《成功嶺上》、《昨夜星辰》、《少年十五二十時》等電視劇劇本。[8]
- 馬維華，40歲，甘肅省臨夏縣尹集鎮紀委書記。救火犧牲。[9]
- 曹欣，93歲，副軍職離休干部、總參某部政治部原主任。病逝。[10]

### 29日
- 韓寅，95歲，中共安徽省委宣傳部原副部長。病逝。[11]
- 吉·曼斯菲爾德（Jim Mansfield），74歲，愛爾蘭商人。[12]

### 28日
- 坂崎一彥（日語：坂崎 一彦），76歲，前日本職業棒球手，死於胃癌。[13]

### 27日
- 王兵，76歲，原中国海洋直升机专业公司董事长，前中华人民共和国副主席王震长子。病逝。[14]
- 坂東真砂子（日語：坂東 眞砂子），55歲，日本推理小說作家，曾獲得直木獎、柴田煉三郎獎等獎項[15]。
- 永井一郎（日語：永井 一郎），82岁，日本男性演员、配音演员、旁白，曾于2009年获得第三届声优奖的功劳奖[16]。
- 塚田正昭（日語：塚田 正昭），75歲，日本男性演员、配音演员、旁白[17]。
- 皮特·西格（Pete Seeger），94歲，美國民歌手[18]。
- 莫天賜，76歲，香港美食作家，歌手莫文蔚的父親。死於心臟病。[19]
- 野崎真一（日語：野崎 真一）， 82歲，日本音樂作曲家，2003年日本唱片大賞功勞奖得主。死於肺炎。[20]
- 崔鴻喜，72歲，延邊大學原黨委副書記（正校長級、教授）。病逝。[21]
- 吳凡吾，95歲，原國務院外國專家局局長、黨組書記。病逝。[22]
- 穆罕默德·埃米（Ahmed Mohamed Amey），年龄不详，又名Isku Dhuuq，索馬利亞青年黨資深領導人，死於美軍導彈空襲。[23][24][25]

### 26日
- 何德爾拜，84歲，第七屆全國人大代表，新疆維吾爾自治區第八屆人民代表大會常務委員會副主任。病逝。[26]
- 湯姆·尼烏馬（Tom Nyuma），年齡不詳，塞拉利昂政治家及軍官。[27]
- 林思愷（Karl Slym），51歲，英國籍。印度塔塔汽車公司（Tata Motors Limited）第四任總經理，也是首名外籍总经理，曾先后出任美国通用汽车公司印度分公司总裁和中国上汽通用五菱汽车公司执行副总裁。墜樓自殺身亡。[28]
- 王書范，99歲，安徽省住房和城鄉建設廳離休干部。病逝。[29]
- 湯姆·古拉（Thomas Joseph Gola），81歲，美國NBA聯盟的前職業籃球運動員。[30][31]
- 何塞·埃米利歐·巴卻科，74歲，墨西哥詩人與小說家，2009年米格尔·德·塞万提斯奖得主，心臟病病逝。[32]
- 中村吉之丞（日語：中村 吉之丞），81歲，日本歌舞伎演員。死於肺潰瘍。[33]

### 25日
- 碧岳·基爾蒂（Pius Tirkey），85歲，印度政治家，1977年度至1996年度印度立法院議員。[34]
- 戴夫·斯塔克（Dave Strack），90歲，美國前籃球運動員及密西根狼獾男子籃球隊教練。[35]
- 李清泉，95歲，安徽省政府原副省長、省政協原副主席。病逝。[36]
- 文建明，51歲，“全國優秀共產黨員”、四川省營山縣委常委、城南鎮黨委書記。病逝。[37]
- 紀秉文，89歲，黑龍江省人民檢察院原黨組成員、副檢察長。病逝。[38]

### 24日
- 魏俊邦，66歲，臺灣紙塑工藝家，病逝。[39]
- 舒拉米特·阿洛尼（希伯來語：שולמית אלוני），86歲，以色列政治家，前梅雷茲黨領袖。[40]
- 符志洛，90歲，原海南軍區副政委，副軍職離休干部。病逝。[41]
- 王功貴，100歲，老紅軍、原廣東省建設委員會副主任、原省顧委委員。病逝。[42]
- 王若夫，86歲，老紅軍、原遼寧省人大常委、省教育廳廳長。病逝。[43]
- 水下清（日語：水下 きよし），54歲，日本男演員。死於胃癌。[44]

### 23日
- 尤里·伊茲瑞（俄語：Юрий Антониевич Израэль），83歲，俄羅斯氣象學家。[45]
- 三遊亭右紋（日語：三遊亭 右紋），65歲，日本落語家，死於胃癌。[46]
- 詹贾科莫·卡利加里斯（義大利語：Giangiacomo Calligaris），57歲，意大利陆军航空兵司令。飛機墜毀身亡。[47]
- 張世瑞，75歲，中共黑龍江牡丹江市委原助理巡視員（副廳級）。病逝。[48]
- 小林勝代（日語：小林 カツ代），76歲，日本養生料理研究家。死於腦出血。[49]
- 何东昌，91歲，中華人民共和國政府官員，曾任中華人民共和國教育部部長。病逝。[50]

### 22日
- 船井幸雄（日語：船井 幸雄），81歲，日本企業家，船井綜合研究所創辦人兼前社長，病逝。[51]
- 胡佩兰，98歲，中國醫師，心血管病专家胡大一母亲，70岁退休后社区坐诊20年、开药很少超百元，获评2013年央视“感动中国”年度人物。病逝。[52]
- 章子岡，93歲，原黑龍江省文化局副局長、享受副省級醫療待遇離休干部。病逝。[53]

### 21日
- 格尔基斯·拉夫科夫，55歲，保加利亞足球運動員，死於心肌梗塞。[54]
- 迪克·施瑞德（Dick Shrider），90歲，美國前職業籃球運動員及教練。[55]
- 李浩，34歲，河南省洛阳市技术监督局执法大队的工作人员，“河南洛阳性奴案”犯罪嫌疑人。被依法执行死刑。[56]
- 賀志剛，84歲，廣西壯族自治區人民政府機關事務管理局原局長（副局級）、黨委書記。病逝。[57]

### 20日
- 胡小伟，69歲，社科院文学研究所研究员、退休专家。死於脑溢血。[58]
- 克劳迪奥·阿巴多（義大利語：Claudio Abbado），80岁，意大利指挥家。[59]
- 約翰·麥基（John Mackey），96歲，前新西蘭天主教會奧克蘭教區主教。[60]
- 劉昌玉，77歲，安徽省滁州市政協原副主席、黨組副書記。病逝。[61]
- 平林和幸（日語：平林 和幸），66歲，日本法語文學學者，武藏大學前人文學部學長。[62]
- 魏继中，49歲，江西“民间打拐英雄”，曾解救50多名被拐儿童。病逝。[63]
- 張先進（曾用名张显镜），97歲，原浙江省交通廳廳長（享受副省長待遇，省長級醫療待遇）。病逝。[64]
- 武英，87歲，原天津市外貿局黨委常委、副局長。病逝。[65]
- 宋汝棼，92歲，第七屆全國人大常委會委員、全國人大常委會法制工作委應員會原副主任。病逝[66]
- 李上甲，87歲，台日經濟發展貿易基金會前秘書長，長年推動台灣對日本經貿交流，2005年獲日本明仁天皇頒發旭日小綬章獎勵。[67]

### 19日
- 克里斯托夫·查塔威爵士（Christopher Chataway），82歲，英國前中長跑及長跑選手。癌症逝世。[68]
- 吴乃宜，86歲，生前拾荒、织网替亡儿还债，被人们誉为“诚信老爹”，因此被评为“2010年感动温州十大人物”。病逝。[69]
- 野中麻里子（日語：野中 マリ子），86歲，日本女演員，死於肺炎。[70]
- 吳景堯，87歲，中共吉林省通化市委原顧問、離休干部（正地級）。病逝。[71]
- 李明，81歲，廣西壯族自治區人民政府玉林市政協原主席。病逝。[72]

### 18日
- 岩見隆夫（日語：岩見 隆夫），78歲，日本記者，每日新聞社特別顧問，死於肺炎。[73]
- 考姆拉·杜默爾（Komla Dumor），41歲，迦納記者及英國廣播公司世界新聞頻道節目《BBC World News》、《Focus on Africa》新聞主播，心跳停止死亡。[74]
- 丹尼斯·弗雷德里克森（Dennis Frederiksen），62歲，美國搖滾歌手，死於肺癌。[75]
- 小出五郎（日語：小出 五郎），72歲，日本科學記者，前NHK解說委員室成員，死於肺炎。[76]
- 張作斌，90歲，中共廣東省委宣傳部原副部長。病逝。[77]
- 李曄，86歲，山東省原副省長、省人大常委會原副主任。病逝。[78]
- 栗旭明，92歲，中共四川省紀委原專職委員（中央批准享受副省長級醫療待遇）。病逝。[79]

### 17日
- 加藤精三（日語：加藤 精三），86岁，日本男性配音员。死於膀胱癌。[80]
- 苏希拉·森（Suchitra Sen），82岁，印度女演员。死於心脏病。[81]
- 岸本才三（日語：岸本 才三），86岁，日本指定暴力團六代目山口組最高顧問兼阪神區域長、岸本組組長、原中山組舍弟頭。死因不明。[82]
- 赖广益，86歲，国家一级指挥、音乐教育家。病逝。[83]
- 劉加慶，88歲，原中共四川省委第二黨校副局級離休干部。病逝。[84]

### 16日
- 黃則修，84岁，台灣彩色印刷的推手、新聞記者暨攝影家。[85]
- 小野田寬郎（日語：小野田 寛郎），91岁，二战时期大日本帝國陸軍情报军官，軍階少尉，日本战败后进入菲律賓盧邦島丛林继续抵抗至1974年。死於心力衰竭。[86][87]
- 罗素·约翰逊（Russell Johnson），89岁，美国男演员 (参演《荒島》（Gilligan's Island）)。死於肾衰竭。[88]
- 本茨·劳考茨基（Bence Rakaczki），20岁，匈牙利足球运动员。死於白血病。[89]
- 克里斯·乌略（Chris Ullo），85岁，美国政治人物，路易斯安那州众议院杰斐逊县议员（1972—1988）和路易斯安那州参议院议员（1988—2008）。死於充血性心力衰竭。[90]
- 黄炳元，83歲，泉州民俗专家，福建省第一代文化文物工作者，曾参加泉州湾宋代古船的挖掘工作，病逝。[91]
- 高橋昌也（日語：高橋 昌也），83歲，日本男演員。死於呼吸系統衰竭。 [92]
- 章瑞英，79歲，中華全國總工會原副主席、書記處書記、黨組成員，全國先進生產者。病逝。[93]
- 劉世孝，88歲，吉林省通化市農業科學研究院原副院長、離休干部（享受副地級待遇）。病逝。[94]
- 居干全，90歲，離休干部、原江苏鎮江脫粒機廠黨委書記（享受副地市级待遇）。病逝。[95]
- 美丽其格，85歲，中國蒙古族作曲家。[96]

### 15日
- 扬·宾格（英語：Jon Bing），69歲，挪威作家和法学学者。[97]
- 柯蒂斯·布雷（英語：Curtis Bray），43歲，美国橄榄球球员和教练。[98]
- 琼·布里克希尔（英語：Joan Brickhill），89歲，南非女演员。[99]
- 约翰·道布森（英語：John Lowry Dobson），98岁，美国天文学家，道布森望远镜的发明者。[100]
- 坂本真一（日語：坂本 真一），73歲，北海道旅客鐵道（JR北海道）顧問、前任社長。跳海自殺身亡。[101]
- 罗杰·劳埃德-派克（英語：Roger Lloyd-Pack），69歲，英国男演员（参演《只有傻瓜和马》（Only Fools And Horses）、英国喜剧《蒂博雷的牧师》（The Vicar of Dibley）、《神秘博士》（Doctor Who））、曾於《哈利波特：火盃的考驗》中，飾演「國際魔法交流合作部部長」（Barty Crouch）一角，死於胰腺癌。[102][103]
- 托尔·米尔德（Tor Milde），61歲，挪威新闻记者和作家（挪威《世界之路报》（Verdens Gang））。[104]
- 閆文林，90歲，西藏自治區原商業廳黨組書記、副廳長。病逝。[105]
- 吉野弘（日語：吉野 弘），87歲， 日本詩人。死於肺炎。[106]
- 劉恭，93歲，離休干部，甘肅省農業科學院原黨委書記。病逝。[107]
- 樊繼光，97歲，原吉林省通化鋼鐵廠耐火廠副廠長、老紅軍（享受副廳級待遇、按省長級標准報銷醫療費）。病逝。[108]

### 14日
- 種田訓久（日語：種田 訓久），82歲，日本棒球運動員。死於轉移性腦腫瘤。 [109]
- 胡安·赫尔曼（西班牙語：Juan Gelman），83歲，阿根廷诗人，2007年米格尔·德·塞万提斯奖得主，死於骨髓增生异常综合征（舊稱白血病前期）。[110]
- 迪克·谢菲尔德（英語：Dick Shepherd），86歲，美国电影制片人（作品有奧斯卡經典名曲電影《蒂芬妮的早餐》（Breakfast at Tiffany's）），死於肾衰竭。[111]
- 王惠恩，83歲，辽宁省政協原常委。病逝。[112]

### 13日
- 張鍥，81歲，中國作家協會名譽副主席，中國作家協會原黨組成員、副主席、書記處常務書記，中國文聯原副主席。病逝。[113]
- 许燕吉，81歲，中國作家许地山的女儿，自传《我是落花生的女儿》。病逝。[114]
- 劉鏡寰，115歲，台灣最高齡的人瑞女性。死於心肺衰竭。[115]
- 博比·柯林斯（Bobby Collins），82歲，蘇格蘭足球員，1965年英格蘭FWA足球先生，病逝。[116]
- 米哈伊·福蒂诺（Mihai Fotino），83歲，罗马尼亚男演员（参演Codine）。[117]
- 加特鲁克·登格·加朗格（Gatluak Deng Garang），59歲，南苏丹将军和政治人物，上尼罗省省长，癌症.[118]
- 罗尼·约尔丹（英語：Ronny Jordan），51歲，英国爵士乐吉他手.[119]
- 黃元濟，86歲，原上海市黃浦區第八屆、第九屆人大常委會主任。病逝。[120]
- 王任之，97歲，原山东省臨沂地委副書記、地區行署專員（享受正省級醫療待遇）。病逝。[121]

### 12日
- 约翰·巴顿（英語：John Button），70岁，英国一级方程式车手简森·巴顿之父，死於疑似心脏病突发。[122]
- 堀川達三郎（日語：堀川 達三郎），92歲，日本畫家。年邁逝世。[123]
- 田中恆利（日語：田中 恒利），88歲，日本社會黨前眾議院議員。年邁逝世。[124]

### 11日
- 阿里埃勒·沙龙（英語：Ariel Sharon），85岁，以色列总理（2001─2006年），2006年初中风昏迷至去世[125]。
- 李子奇，91歲，中共甘肅省委原書記、甘肅省原顧問委員會主任。病逝。[126]
- 鄭日清，91歲，臺灣台語歌手。死於器官衰竭。[127]
- 蔡同榮，78歲，臺灣民進黨籍前立法委員。死於出血性腦中風。[128]
- 淡路惠子（日語：淡路 恵子），80歲，日本資深女演員。死於食道癌。 [129]
- 海珊·艾-德魯伊（Hassan al-Droui），年龄不详，利比亞工業部副部長。前往他的家鄉蘇爾特市時，遭不明人士攻擊身亡。[130]
- 史考特·路易斯（Scott Lewis），美國催眠秀表演師。跳樓身亡。[131]
- 忻東旺，50歲，清華大學教授、中國著名油畫藝術家。病逝。[132]
- 姚泽民，91歲，原重庆市邮政局副局长、离休干部。病逝。 [133]
- 乌加·加西莫夫，27岁，阿塞拜疆国际象棋大师。擅长下快棋[134]。在德国海德堡接受脑部肿瘤手术，不治身亡[135][136][137]。
- 吳金組，70歲，天津市河西區人大常委會原主任。病逝。[138]
- 董鳳貴，87歲，吉林省長春市直屬機關老干部管理服務中心離休干部（享受副廳級待遇）。病逝。[139]

### 10日
- 黃俊英，72歲，台灣政治、教育界人物、考試院考試委員，曾任高雄市副市長、義守大學副校長等職。死於肺腺癌。[140]
- 陶開傳，75歲，原安徽機電學院黨委書記，安徽機電學院正廳級督導員。病逝。[141]
- 茲比格涅夫·梅斯內爾（波蘭語：Zbigniew Messner），84歲，前波蘭部長會議主席。病逝。[142]
- 潘醒華，44歲，香港胸肺及呼吸系統專科醫生。死於急性心肌梗塞。[143]
- 马克·约尔（法語：Marc Yor），64岁，法国数学家，以随机过程研究闻名。
- 郭永华，85歲，广州日报老报人，曾在广州率先报道向秀丽英勇事迹，在全国引起轰动。病逝。 [144]
- 凌君武，59歲，苏州版画院院长。患有忧郁症，从五楼楼顶坠落身亡。 [145]
- 水澤薰（日語：水沢薫 氏），48歲，日本職業棒球隊讀賣巨人隊編成調查室職員，前投手。死於肝衰竭。 [146]
- 遠藤浩一（日語：遠藤 浩一），55歲，日本現代政治評論家，拓殖大學教授。病逝。[147]
- 江元生，83岁，中国理论化学家，中国科学院院士[148]
- 劉光人（又名方明），91歲，光明日報資深記者、原文藝部副主任，北京市公安局原副局長。病逝。[149]
- 楊勁，93歲，老紅軍，原四川省峨嵋機械廠保衛處處長（按省長級標准報銷醫療費）。病逝。[150]
- 埃里克·勞森（英語：Eric Lawson），72歲，美國演員，曾為香煙品牌萬寶路扮演吸煙的「牛仔」。因慢性阻塞性肺病病逝。[151]
- 山姆·伯恩斯（英語：Sam Berns），17歲，美國人，早年衰老症候群患者，家人為其成立早衰症研究基金會以推動早衰症研究，其人生經歷被HBO頻道拍攝成紀錄片《山姆的生活》(Life According to Sam)，因早衰症引起的併發症病逝。[152][153]
- 石美鑫，96岁，中国医学教育家，胸心外科专家，原上海第一医学院院长。[154]

### 9日
- 邢棟，51歲，安徽省公安廳治安警察總隊總隊長（副廳級）。病逝。[155]
- 戴爾·莫滕森（Dale Mortensen），74歲，美國經濟學家，2010年諾貝爾經濟學獎得主，病逝。[156]
- 李紹鴻，80歲，香港首任衛生署署長（1989年－1994年）。死於腦溢血。[157]
- 江润媛，90歲，四川谐剧始祖王永梭夫人。病逝。[158]
- 馬紹武，93歲，原安徽省煤炭工業廳顧問。病逝。[159]
- 劉導生，101歲，北京市政協原主席，國家語言文字工作委員會原主任委員。病逝。[160]

### 8日
- 翁双杰，86岁，中國大陸滑稽表演艺术家，病逝[161]。
- 爱德华·N·尼（Edward N. Ney），88歲，扬·罗比凯广告公司（Young & Rubicam）前行政總裁及前美國駐加拿大大使[162]。
- 楊鑑清，96岁，全國工商聯離休干部，原中華人民共和國副主席榮毅仁的夫人。中信泰富前主席榮智健母親。病逝[163][164]。
- 邵彦鹏，34歲，中国甘肃省定西市岷县公安局禁毒大队副大队长。抓捕贩毒嫌疑人时，被水冲走殉职。[165]
- 刁培萼，86岁，中国教育学家。[166]
- 李英，50歲，中國作家，筆名「英兒」，中國詩人顧城親密的女性友人，同時和顧城和顧城的妻子謝燁維持三人同居關係，直到1993年10月8日顧城在紐西蘭激流島殺死妻子謝燁，隨後上吊自殺，鼻咽癌病逝，死訊直至8月份才披露。[167]

### 7日
- 邵逸夫爵士，107歲，香港企業家，電視廣播有限公司創立人及榮譽主席，于家中因年邁辞世。[168]
- 何偉龍，58岁，香港戲劇導師，病逝[169]。

### 6日
- 渡邊有三（日語：渡辺 有三），64歲，日本音樂唱片公司波丽佳音前常務董事、顾问，已解散樂隊The Launchers成員。死於闌尾癌。[170]
- 岡田哲慎（日語：岡田 哲慎），21歲，日本拳擊運動員。死於急性硬脑膜下血腫。[171]
- 莫尼卡·斯皮爾·莫茨一家驱车行驶途中，遭劫匪槍击身亡。
  - 莫尼卡·斯皮爾·莫茨（Mónica Spear Mootz），29歲，2004年委內瑞拉小姐選美冠軍，代表委內瑞拉參加2005年度環球小姐比賽。被槍殺。[172]
  - 托馬斯·亨利·貝利（Thomas Henry Berry），39歲，英國商人，莫尼卡·斯皮爾·莫茨的前任丈夫。被槍殺。[172]
- 宋玉平，91歲，中共黨員、原安徽省安慶供電局黨委書記、離休干部。病逝。[173]
- 陳漢昌，78歲，中國共產黨黨員、政協西藏自治區委員會原副主席。病逝。[174]
- 沈紀雲，97歲，原重慶市合川第一中學校離休干部。年迈逝世 [175]
- 漆貫璞，91歲，原江苏省淮陰地區行政公署多種經營局局長、離休干部。年迈逝世。[176]
- 金惠鳳，89歲，新華報業傳媒集團離休干部。病逝。 [177]
- 侯賽因·哈薩尼（Husein Hasani），82歲，塞拉耶佛最後一位擦鞋匠，死於心臟衰竭。[178]
- 卢建中，87歲，原无锡市南长区人大常委会副主任、享受地市级政治生活待遇的离休干部。病逝。[179]

### 5日
- 尤西比奥·达席尔瓦·费雷拉（葡萄牙語：Eusébio da Silva Ferreira），71歲，前葡萄牙足球运动员。死於心脏衰竭。[180]
- 李梓，84岁，中國大陸配音表演艺术家，上海电影制片厂翻译片组配音演员、演员组组长。病逝。[181]
- 森本哲郎，88歲，日本評論家，《東京新聞》和《朝日新聞》前記者、《週刊朝日》前副主編，前東京女子大學教授。死於缺血性心臟衰竭。[182]
- 于志堅，98歲，山西省婦聯離休幹部。[183]
- 張好生，78歲，天津市原副市長，市第十屆政協副主席、黨組副書記。病逝。[184]
- 王永治，89歲，原重慶市農墾局紀委副書記、離休幹部。 [185]
- 周澤棣，101歲，廣西梧州市政協原副主席、離休干部。病逝。[186]
- 布萊恩·哈特，77歲，英國一級方程式賽車手與賽車引擎研發工程師。[187][188]
- 內爾松·內德，66歲，巴西歌手，肺炎病逝。[189]
- 卡門·薩帕塔，86歲，美國女演員，曾在《蝙蝠侠 (动画影集)》、《修女也瘋狂》等電影中演出，因心臟病去世。[190]
- 穆斯塔法·兹图尼，85歲，阿爾及利亞足球運動員，選手時期曾經加盟摩納哥足球俱樂部，並效力過法國和阿爾及利亞國家足球隊。[191][192]。

### 4日
- 白中仁，54岁，中国中铁股份有限公司总裁。据传为跳楼自杀身亡。[193]
- 蒲宏湘，69岁，中国书法家协会会员，四川省书法家协会顾问，原副主席。在成都病逝。[194]
- 杨振民，83岁，政协重庆市渝中区委员会原副主席。病逝。[195]
- 潘钧祥，100岁，安徽省基督教三自爱国运动委员会原主席，安徽省基督教协会原会长。病逝。[196]
- 李忠，43岁，深圳信立泰药业股份有限公司监事会主席。[197]
- 孫凌儀，88歲，吉林省長春市工業和信息化局離休干部（副廳級待遇）。病逝。 [198]
- 马民，57歲，河海大学力学与材料学院党委书记。病逝。 [199]
- 石煌，93歲，原军事教育学院副院长（副兵团职）。病逝。 [200]
- 石祥林，84歲，浙江省紹興文理學院離休干部（享受地專級待遇）。病逝。[201]

### 3日
- 海原栞 （日語：海原 しおり），本名網谷栞（日語：網谷 しおり），58歲，日本女性漫才師。死於腦腫瘤。[202]
- 艾麗西亞·雷特（Alicia Rhett），97歲，美國女演員，曾演出電影《亂世佳人》（Gone with the Wind）。年老逝世。[203]
- 菲臘·艾維利（Phillip Everly），74歲，美國鄉村搖滾歌手。曾和已故兄長當奴·艾維利（Isaac Donald Everly）組成艾維利兄弟樂隊（The Everly Brothers）。死於慢性肺病。[204]
- 家鋪隆仁，64歲，日本藝人兼節目主持人。死於食道癌。[205]
- 索尔·扎恩兹（Saul Zaentz），92歲，好莱坞制片人、奥斯卡奖得主，曾三次赢得奥斯卡最佳影片奖。年老逝世。[206]

### 2日
- 李泰祥，73歲，台灣音樂人、詞曲創作家。死於甲狀腺癌。[207]
- 李明，47歲，中國大陸企業家，小马奔腾集团董事长。死於心肌梗塞。[208]
- 李波心，96歲，原黑龙江省松花江地委顾问、副市级离休干部、老红军。 病逝。[209]
- 金在春（韓語：김재춘），86歲，韓國軍人與政治人物。[210]

### 1日
- 東伏見慈洽（日語：東伏見 慈洽），103歲，日本京都佛教會會長，今上天皇的舅父、香淳皇后胞弟。[211]
- 山下德夫（日語：山下 徳夫），94歲，日本政治家，曾擔任內閣官房長官，運輸大臣，厚生勞動大臣，年老逝世。[212]
- 胡安妮塔·摩兒（Juanita Moore），99歲，美國女演員，自然死亡。[213]
- 虎斑·托馬斯（Tabby Thomas），84歲，美國藍調歌手。[214]
- 陳兆才，49歲，安徽省泗縣人力資源和社會保障局黨組書記、局長。跳樓身亡。[215]
- 楊正元，85歲，南京大屠杀遇难同胞纪念馆首任館長。前列腺癌、肠癌等疾病病逝。[216]
- 馬鳳桐，78歲，中国人民解放军军事科学院副院長、中国人民解放军中將。病逝。[217]
- 劉慕臣，92歲，蚌埠醫學院原副院長。病逝。[218]
- 米蘭·霍瓦特，94歲，克羅埃西亞指揮家。[219]
- 薛凡，81歲，原北京市新聞出版局黨組書記、局長。病逝。[220]